# مهتران (باقران)
مهتران (بالفارسية: مهتران) هي مستوطنة تقع في إيران في قسم باقران الريفي. يقدر عدد سكانها بـ 23 نسمة .